# Kurîpiv, Halîci
Kurîpiv (în ucraineană Курипів) este un sat în comuna Bliudnîkî din raionul Halîci, regiunea Ivano-Frankivsk, Ucraina.

## Demografie
Componența lingvistică a localității Kurîpiv
     Ucraineană (100%)
Conform recensământului din 2001, toată populația localității Kurîpiv era vorbitoare de ucraineană (100%).